# Чотири вершники Апокаліпсису (фільм, 1921)
«Чотири вершники Апокаліпсису» (англ. The Four Horsemen of the Apocalypse) — німий фільм режисера Рекса Інгрема, що вийшов на екрани в 1921. Екранізація однойменного роману Вісенте Бласко Ібаньєса.

## Сюжет

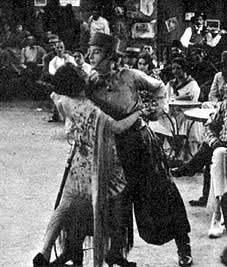
Герой Рудольфа Валентіно танцює танго. Кадр з фільму

Старий Мадар'яга (Померой Кеннон) — власник великого сільськогосподарського бізнесу в Аргентині. У нього дві дочки: одна одружена з французом Марсело Десноєром (Джозеф Свікард), а друга — з німцем Карлом фон Хартроттом (Алан Гейл). Мадар'яга відверто недолюблює Карла і хоче залишити всю свою спадщину онукові Гуліо (Рудольф Валентіно), синові француза. Однак той росте гультіпакою, і незадовго перед смертю старий вирішує поділити спадщину між дочками. Сімейство фон Хартроттів відразу ж переїжджає на історичну батьківщину — до Німеччини. Після деяких коливань Десноєри також вирушають до Європи й влаштовуються в Парижі. Марсело веде життя скнари, накопичуючи багатства у своєму замку на березі Марни. Його син Гуліо починає кар'єру художника, проте більше зайнятий розвагами. Одного разу він зустрічає Маргариту (Еліс Террі), дружину друга батька, і у них спалахує роман. Однак викриття їх пристрасті відходить на другий план, бо в цей час починається Перша світова війна. Чотири вершники Апокаліпсису спускаються на землю.

## У ролях
- Джозеф Свікард — Марсело Десноєр
- Рудольф Валентіно — Гуліо Десноєр
- Еліс Террі — Маргарита Лор'є
- Померой Кеннон — Мадариага
- Бріджетт Кларк — Донья Луїза
- Вірджинія Ворік — Чічі
- Алан Гейл — Карл фор Хартротт
- Мейбл Ван Бурен — Олена
- Стюарт Голмс — Отто фон Хартротт
- Джон Сент-Поліс — Етьєн Лорье
- Марк Фентон — Сенатор Лакур
- Дерек Гент — Рене Лакур

## Цікаві факти
- Фільм знаходиться на 6-му місці серед найприбутковіших німих фільмів усіх часів.
- В 1995 році фільм був поміщений в Національний реєстр фільмів.
- Задля правдивого зображення епохи цей фільм згадується одним з героїв «Одного разу в Америці» Серджіо Леоне, одна з сюжетних ліній якого припадає на 20-ті роки 20 сторіччя.